# Aeroportul Long Banga
Aeroportul Long Banga (IATA: LBP) este un aeroport din Sarawak, Malaysia ce deservește zona Long Banga⁠(d). A fost numit după zona deservită.
Situat la o altitudine de 229 m, aeroportul dispune de o singură pistă. Este operat de Malaysia Airports⁠(d).